# Amplicephalus cekalovici
Amplicephalus cekalovici är en insektsart som beskrevs av Delong och Martinson 1973. Amplicephalus cekalovici ingår i släktet Amplicephalus och familjen dvärgstritar. Inga underarter finns listade i Catalogue of Life.